# 오규석
오규석(吳奎錫, 1958년 음력 9월 23일 ~ )은 대한민국의 정치인이자 한의사이다. 제2·6·7·8대 부산광역시 기장군수였으며, 부산광역시 기장군 철마면 출신이다. 
기장군수가 아니던 시절에는 한의사로 주로 활동했으며, 3선 연임으로 출마하지 못하면서 임기가 끝나고 2022년 7월 기장읍내에 한의원을 재개원해 운영하고 있다.

## 학력
- 철마국민학교 졸업
- 기장중학교 졸업
- 기장고등학교 졸업
- 진주교육대학교 졸업
- 대구대학교 법정대학 행정학과 졸업
- 동국대학교 한의과 졸업

### 비학위 수료
- 대구대학교 대학원 행정학 석사 수료
- 동국대학교 대학원 한의학 박사 수료
- 경성대학교 대학원 행정학과 박사 과정 수료
- 대구대학교 대학원 행정학과 박사 과정 수료

## 경력
- 동국대학교 총학생 회장 역임
- 전국한의예과 학생협의회 의장
- 기장고등학교 총동창회 회장 역임
- 기장고등학교 축구부 후원회장
- 경남·울산 지역 교사 9년 역임
- 울산매일신문 편집위원 역임
- 한국청년정보문화센타 자문위원 역임
- 기장한의원 원장
- 1995.07 ~ 1998.04 제2대 부산광역시 기장군수
- 1997.11.11 한나라당 탈당·국민신당 입당
- 2002 이회창 후보 제16대 대통령 선거 한나라당 부산광역시지부 유세단장
- 2002 이회창 후보 제16대 대통령 선거 한나라당 정책위원회 공약개발위원회 위원
- 2010.07 ~ 2014.06 제6대 부산광역시 기장군수
- 2014.07 ~ 2018.06 제7대 부산광역시 기장군수
- 2018.07 ~ 2022.06 제8대 부산광역시 기장군수

## 논란

### 기장군 5급 공무원 승진 인사 부당 개입 의혹
2015년 7월 기장군 공무원 5급 승진 인사에서 승진 정원과 승진임용예정범위를 늘리고 사전에 승진 대상자를 지정하는 등 인사에 부당하게 개입한 혐의(위계에 의한 공무집행방해, 허위공문서 작성·행사, 직권남용 권리행사 방해)로 재판에 넘겨졌다. 2019년 2월 20일 부산지법 동부지원에서 열린 1심에서 위계에 의한 공무집행방해, 허위공문서 작성·행사 혐의에 대해 무죄, 직권남용 권리행사 방해 혐의에 대해서는 벌금 1천만 원이 선고되었다.

### 군의회 발언
기장군의회에서 막말과 고성, 무성의하고 일방적인 답변으로 빈축을 샀다. 관련 영상은 지방의회 영상으로는 보기 드문 조회수 200만 회를 기록했다.

## 역대 선거 결과
|  | 27.86% |

|  | 22.4% |

|  | 17.52% |

|  | 36.86% |

|  | 51.28% |

|  | 43.20% |